# Eptingen
Eptingen (toponimo tedesco) è un comune svizzero di 520 abitanti del Canton Basilea Campagna, nel distretto di Waldenburg.

## Geografia fisica
Eptingen è collegato a Langenbruck dal passo Chilchzimmersattel.

## Monumenti e luoghi d'interesse

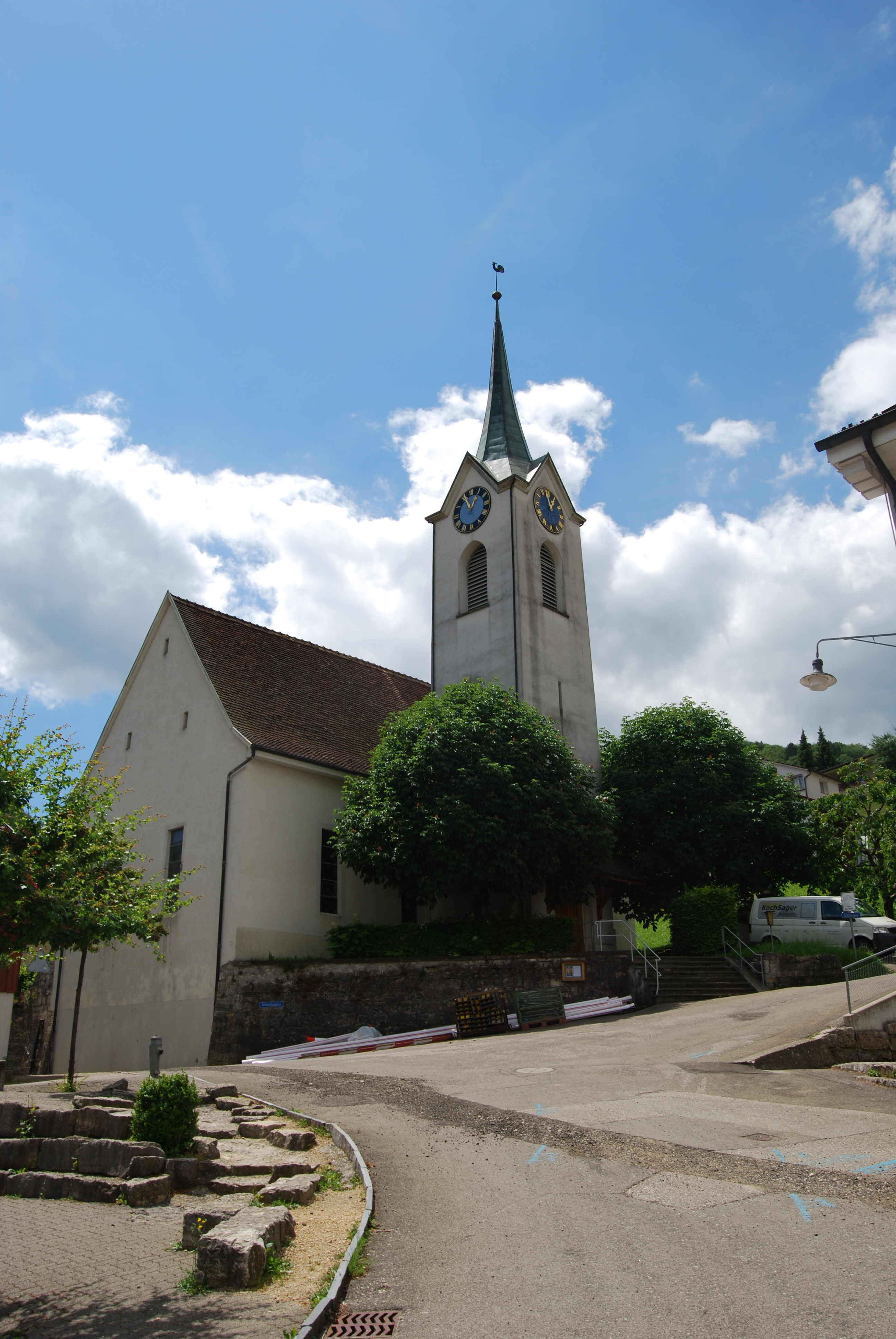
La chiesa riformata

- Chiesa riformata, attestata dal Medioevo[1].

## Società

### Evoluzione demografica
L'evoluzione demografica è riportata nella seguente tabella:
Abitanti censiti

## Amministrazione
Ogni famiglia originaria del luogo fa parte del cosiddetto comune patriziale e ha la responsabilità della manutenzione di ogni bene ricadente all'interno dei confini del comune.